# São José de Espinharas
São José de Espinharas é um município brasileiro do estado da Paraíba, localizado na Região Geográfica Imediata de Patos e na Região Metropolitana de Patos. De acordo com o IBGE (Instituto Brasileiro de Geografia e Estatística), no ano de 2017 sua população era de 4.635 habitantes. Área territorial de 726 km².

## História

### A chegada de José Raimundo Vieira da Silva
No início do século XIX, José Raimundo Vieira da Silva, oriundo da cidade de Inhamuns, na então província do Ceará, transferiu-se para o Sertão Paraibano, estabelecendo-se nas proximidades da Ribeira das Espinharas, região que viria a se consolidar como um importante núcleo de povoamento. Antes de sua migração, José Raimundo havia contraído matrimônio, no dia 2 de janeiro de 1809, com Clemência Gomes de Melo, com quem teve uma filha, registrada como Maria Vieira da Silva ou, conforme algumas fontes, Maria Vieira de Melo.
A mudança de José Raimundo para a Ribeira das Espinharas ocorreu justamente em função de interesses fundiários, uma vez que lhe cabia a administração e a guarda de terras adquiridas por Francisco Fernandes Vieira, nobre titulado como Visconde de Icó, um dos grandes proprietários de terras da região e figura de expressiva influência econômica e política no sertão nordestino da época.
Posteriormente, José Raimundo alcançou relevante posição social ao ser nomeado, em 14 de dezembro de 1825, Capitão da Companhia das Espinharas, unidade integrante do Corpo de Ordenanças da Vila de Pombal, responsável pela defesa e manutenção da ordem no território. Em sua nova morada, José Raimundo estabeleceu-se na propriedade rural denominada São José, onde inicialmente fixou residência em uma modesta casa de taipa, edificada próxima ao leito do Rio Espinharas. Essa habitação, apesar de simples, representou um marco fundacional na história local, uma vez que foi a primeira residência de fato estabelecida na região. Posteriormente, no ano de 1826, a casa de taipa foi substituída por uma construção mais sólida e bem estruturada, passando a ser conhecida como a Casa Grande. Posteriormente foi construído uma guarita de vigilância devido aos constantes roubos de cangaceiros e ladrões pela região.
Contudo, o processo de aquisição de terras por José Raimundo não se encerrou nesse momento. Ao contrário, ele manteve uma prática contínua de compras, que se estendeu de 1827 até 1853, perfazendo um total de 27 anos de negociações ininterruptas.

### União com a família Sátyro
Com o passar dos anos, importantes alianças familiares foram firmadas. A filha de José Raimundo, Maria Vieira da Silva, contraiu matrimônio com Miguel Sátyro e Souza, filho de Aquílio Sátyro e Souza, médico e juiz de origem portuguesa que se encontrava residindo em Pombal juntamente à sua esposa e prima, Mônica Rodrigues de Santo Agostinho. Após o enlace matrimonial, Miguel Sátyro passou a residir com a família da esposa na Ribeira das Espinharas, integrando-se plenamente ao núcleo social e econômico da Fazenda São José. Miguel Sátyro possuía um irmão, Caetano Pedro de Souza, que, por sua vez, contraiu matrimônio com Regina Benedita de Jesus Pessoa, filha do padre João Gualberto Ribeiro Pessoa, figura proeminente da sociedade pombalense. Diferentemente de Miguel, que se fixou na Fazenda São José, Caetano Pedro permaneceu na cidade de Pombal, consolidando a presença familiar em dois importantes núcleos regionais.

### Ascensão política/militar/jurídica
Com a elevação do povoado de Patos à categoria de vila, em 1833, ocorreu a instalação da Câmara Municipal de Patos, no dia 22 de agosto do mesmo ano. José Raimundo Vieira da Silva, como grande proprietário de terras e liderança regional, passou a integrar o corpo legislativo local, ocupando posição de destaque entre os principais homens de poder da região. Utilizando-se de sua influência, promoveu a inserção de seu genro Miguel Sátyro e Souza nas esferas política e militar.
Em decorrência dessa influência, no dia 8 de setembro de 1833, Miguel Sátyro apresentou-se como candidato às eleições para a composição da Guarda Nacional, especificamente na 1ª Companhia do Termo de Nossa Senhora da Guia de Patos. Para a função de escrutinadores, foram indicados o guarda nacional Miguel Sátyro de Souza e João Machado da Costa. Ambos, após serem aprovados por aclamação, assumiram formalmente os assentos na mesa, conduzindo os trabalhos eleitorais conforme os procedimentos vigentes à época.
É importante destacar que a atuação de José Raimundo Vieira da Silva não se limitava às esferas militar e política, estendendo-se também ao campo jurídico. Em 6 de agosto de 1845, seu nome figurava como terceiro suplente ao cargo de juiz municipal da Vila de Patos, estando posicionado logo abaixo de seu genro, Miguel Sátyro e Souza, que ocupava a segunda suplência. Miguel, por sua vez, alcançou posto ainda mais elevado em 1848, ao ser nomeado Capitão da 1ª Companhia do Batalhão da Guarda Nacional de Patos, consolidando sua proeminência na região. Posteriormente, em 10 de agosto de 1850, Miguel Sátyro tornou-se o quinto suplente de juiz municipal.
O Capitão José Raimundo também exerceu funções na magistratura local, sendo nomeado quinto suplente de juiz municipal, cargo do qual, contudo, foi exonerado em 22 de janeiro de 1859.
Em virtude de José Raimundo Vieira da Silva ter sido o principal detentor das terras situadas na região onde se fixou, sua propriedade passou a ser amplamente identificada como São José, em alusão à Fazenda São José, núcleo fundiário em torno do qual se estruturou o processo de ocupação e povoamento local. Assim, por extensão, a própria região passou a ser referida popularmente com a mesma designação, sendo comum que, em alguns contextos, fosse também denominada "São José de Zé Raimundo", em clara referência ao proprietário que ali estabeleceu a base econômica e social da localidade.

### Evolução territorial
O desenvolvimento territorial e administrativo da região acompanhou, ao longo do tempo, uma série de transformações jurídicas e políticas. No ano de 1937, precisamente em 31 de dezembro, São José figurava como distrito integrante do município de Patos, ao lado de outras localidades que hoje são cidades autônomas, tais como Patos, Cacimba de Areia, Passagem e a própria São José.
Posteriormente, no contexto das reformas administrativas promovidas pelo Estado da Paraíba na década de 1940, sobreveio uma alteração significativa: pelo Decreto-Lei Estadual nº 520, de 31 de dezembro de 1943, o distrito de Passagem passou a denominar-se Espinharas, enquanto o distrito de São José foi rebatizado como Mucunã. Contudo, essa nova configuração toponímica não se consolidou de forma definitiva. Pela Lei Estadual nº 318, de 7 de janeiro de 1949, houve uma nova reorganização administrativa: foi criado o distrito de Salgadinho, constituído a partir de terras desmembradas do então distrito de Espinharas. Simultaneamente, a referida legislação determinou a restituição dos nomes tradicionais: o distrito de Espinharas voltou a denominar-se Passagem e o distrito de Mucunã retornou à sua nomenclatura tradicional, passando a ser conhecido oficialmente como São José de Espinharas.
Esse processo de reafirmação identitária culminou, anos mais tarde, com a emancipação político-administrativa da localidade. Pela Lei Estadual nº 2.687, de 22 de dezembro de 1961, o distrito de São José de Espinharas foi desmembrado do município de Patos, sendo elevado à categoria de município.

## Geografia

### Geomorfologia
São José situa-se na Bacia do Rio Piranhas, sub-bacia do Rio Espinharas, que, na verdade, é um rio temporário, com possíveis cheias na estação das chuvas. Além do Rio Espinharas, destacam-se os seguintes riachos: Trapiá, dos Bois, Caiçara, Sombrio, Caluete, Louro, da Roça,Ferrão,Santa Rita, Melancias e Lamarão. Os principais açudes são: Novo, Sombrio,Ferrão, Flores e Maria Paz. No município, há ainda muitos poços artesianos e amazonas. A sede do município se situa a 208m de altitude; há algumas elevações, no município, que têm altitude entre 200 e 600m, como: Serra da Carnaúba, do Olho D'Água, do Feijão, dos Currais, do Resende, da Bonita, das Melancias, do Jardim, do Tronco e dos Quintos.

### Clima
O Município de São José de Espinharas possui clima quente e seco com estações não definidas. O município está incluído na área geográfica de abrangência do semiárido brasileiro, definida pelo Ministério da Integração Nacional em 2005. Esta delimitação tem como critérios o índice pluviométrico, o índice de aridez e o risco de seca.
Há secas frequentes, mas o índice pluviométrico médio é de 848 mm/ano (média entre 1911 e 1990), que não pode ser considerado baixo. O grande problema é que as chuvas são bastante irregulares na sua distribuição. Devido à irregularidade das mesmas e às frequentes secas, a vegetação do município é do tipo Caatinga, percebendo-se tendência à desertificação. A temperatura média anual é de 26.6 graus Celsius.
| Dados climatológicos para São José de Espinharas | Dados climatológicos para São José de Espinharas | Dados climatológicos para São José de Espinharas | Dados climatológicos para São José de Espinharas | Dados climatológicos para São José de Espinharas | Dados climatológicos para São José de Espinharas | Dados climatológicos para São José de Espinharas | Dados climatológicos para São José de Espinharas | Dados climatológicos para São José de Espinharas | Dados climatológicos para São José de Espinharas | Dados climatológicos para São José de Espinharas | Dados climatológicos para São José de Espinharas | Dados climatológicos para São José de Espinharas | Dados climatológicos para São José de Espinharas |
| Mês                                              | Jan                                              | Fev                                              | Mar                                              | Abr                                              | Mai                                              | Jun                                              | Jul                                              | Ago                                              | Set                                              | Out                                              | Nov                                              | Dez                                              | Ano                                              |
| ------------------------------------------------ | ------------------------------------------------ | ------------------------------------------------ | ------------------------------------------------ | ------------------------------------------------ | ------------------------------------------------ | ------------------------------------------------ | ------------------------------------------------ | ------------------------------------------------ | ------------------------------------------------ | ------------------------------------------------ | ------------------------------------------------ | ------------------------------------------------ | ------------------------------------------------ |
| Temperatura máxima média (°C)                    | 34,0                                             | 33,1                                             | 32,3                                             | 31,9                                             | 31,3                                             | 30,8                                             | 30,9                                             | 32,2                                             | 33,5                                             | 34,5                                             | 34,9                                             | 34,7                                             | 32,8                                             |
| Temperatura média (°C)                           | 27,7                                             | 27,1                                             | 26,6                                             | 26,4                                             | 25,8                                             | 25,1                                             | 25,0                                             | 25,6                                             | 26,6                                             | 27,4                                             | 27,8                                             | 28,0                                             | 26,6                                             |
| Temperatura mínima média (°C)                    | 22,3                                             | 22,0                                             | 21,9                                             | 21,7                                             | 21,1                                             | 20,1                                             | 19,5                                             | 19,4                                             | 20,4                                             | 21,1                                             | 21,7                                             | 22,1                                             | 21,1                                             |
| Chuva (mm)                                       | 82,0                                             | 151,8                                            | 232,2                                            | 228,7                                            | 84,0                                             | 32,9                                             | 16,3                                             | 2,6                                              | 1,5                                              | 1,0                                              | 9,4                                              | 18,6                                             | 848,6                                            |
| Fonte: Departamento de Ciências Atmosféricas.    |                                                  |                                                  |                                                  |                                                  |                                                  |                                                  |                                                  |                                                  |                                                  |                                                  |                                                  |                                                  |                                                  |

### Limites
O Município de São José de Espinharas se limita ao Norte com o Município de Paulista (PB) e com os Municípios de Serra Negra do Norte, São João do Sabugi e Ipueira (RN);  ao Leste, com o Município de São Mamede (PB); ao Sul, com o Município de Patos (PB); e a Oeste, com os Municípios de Malta e Vista Serrana (PB).

### Localização e Acesso
O Município de São José de Espinharas se localiza no centro do Estado da Paraíba, na Meso-Região do Sertão, na Micro-Região de Patos. Dista 332 km de João Pessoa, capital do Estado da Paraíba. O acesso à sede do município, partindo-se de João Pessoa, dá-se pela BR 230: até Patos (310 km), passando por Campina Grande, Soledade, Juazeirinho, Junco do Seridó e Santa Luzia. Em seguida, deve-se tomar a direção norte, pela Rodovia Estadual PB 275 (22,2 km). O trecho entre Patos e São José de Espinharas é uma "estrada implantada". Outra possibilidade de acesso é pela BR 110. 14 km depois de Patos (na direção Oeste - Pombal), encontra-se o Distrito de Santa Gertrudes. Logo depois do Distrito de Santa Gertrudes, à direita, deve-se tomar a BR 110 na direção de Serra Negra do Norte e, na altura da Fazenda Flores, entrar à direita numa estrada vicinal que dá acesso à sede do município (11,5 km). No período das chuvas (fev-mai), pode haver alguma dificuldade de passagem pelo Rio Espinharas, pois não há ponte.

### Principais propriedades rurais
O Município de São José de Espinharas tem a terceira maior área territorial do Estado da Paraíba. O contato das várias fazendas e sítios com a sede do município nem sempre é tão fácil. Isto se deve, principalmente, a três fatores: devido a sua magnitude; à existência do Rio Espinharas, que separa o município ao meio; e, sobretudo, à facilidade de comunicação por parte da zona sul e oeste do município com Patos, cidade que polariza a região.
Os principais "sítios" e "fazendas" da zona rural são, em ordem alfabética: Água Fria, Arara, Aurora, Bonita, Cachoeira, Caiçara, Caicu, Cajazeiras, Cipó, Farias, Ferrão, Flores, Fortaleza, Garrotes, Jacu, Jatobá, Lamarão, Laranjeiras, Laranjeiras II, Mamanguape, Maria Paz, Melancias, Mucunã, Paiva, Pau-a-Pique, Pinhão, Poço Dantas, Queimadas, Resende, Riacho da Roça, Riacho Fundo, Santa Rita, Santana, Sombrio, Suécia, Tijolos, Trapiá, Travessia, Tronco e Vale da Sela.

## Economia

### Agricultura e Pecuária
O Município de São José de Espinharas possui terras que estão entre as melhores da região. A maioria de sua população reside na cidade. Nestas terras férteis do baixo Espinharas, a produção do algodão era a principal atividade agrícola até cerca de 1980. Esta cultura foi, contudo, dizimada por pragas, especialmente o "Bicudo", e pelos baixos preços, resultado da competitividade internacional. O município ainda produzia e produz culturas de subsistência, como feijão, milho e arroz. A crise do algodão provocou uma massiva migração da população para as áreas urbanas, especialmente para São José, Patos e para o Sudeste do país. Houve também um processo contínuo de diminuição das "fazendas", devido à transmissão de heranças, e uma série de anos de secas, entre 1980 e 1990. Tudo isto contribuiu para o declínio econômico do Município de São José de Espinharas, como também de outros municípios do sertão. O município já foi destaque na produção de algodão, cultura que está ressurgindo com algumas espécies mais resistentes às pragas. Pode-se ainda destacar a produção de gado de corte, de derivados do leite e a criação de frangos para o abate. É lamentável perceber que o município não encontrou, ao longo destes mais de 20 anos, nenhuma outra vocação econômica para substituir a cultura do algodão.[carece de fontes?]

### Produção Mineral
São José de Espinharas é bastante conhecida no universo da geologia pela grande jazida de urânio que possui. Entre os anos de 1977 e 1982, São José abrigou um grande projeto de estudo das potencialidades da jazida. Engenheiros e geólogos do mundo inteiro por aí passaram. A empresa Nuclan, vinculada à Nuclebrás, num projeto conjunto entre Brasil e Alemanha, fez estudos no município de São José de Espinharas. Bem antes, em 1940, o Governo Federal já havia concluído estudos desse item, inclusive chegou a protocolar o arrendamento geológico das terras do município. Os Estados Unidos intervieram no acordo prometendo sanções ao presidente Getúlio Vargas, que delegou ao governo americano o arrendamento das terras da jazida em 1941. Vargas entregou a administração do projeto ao NESUA (Sistema Australiano de Extração e Enriquecimento de Urânio),  que detém os direitos sobre a manta geológica da região até 2047. O urânio encontrado em São José de Espinharas é de alta qualidade (teor de 1.200 partes por milhão) e numa quantidade bastante considerável. Atualmente, o Brasil retomou o projeto das Usinas Nucleares de Angra dos Reis. No momento, as jazidas de Poços de Caldas (MG) e Lagoa Real (BA) fornecem o urânio para as Usinas Angra I e II. A jazida de Itatiaia (CE), a maior do país, e de São José de Espinharas (PB) permanecem como reserva para uma futura possível exploração. A jazida de São José tem 1,5 km de extensão.

## Política
Atualmente, a administração político-administrativa do município de São José de Espinharas é exercida pela prefeita Thaise Gomes de Sousa, filiada ao Partido Progressistas (PP), que ocupa o cargo máximo do Poder Executivo local. A chefia do Poder Executivo conta ainda com o vice-prefeito, função desempenhada por Yan Nóbrega de Sousa, que, em consonância com as disposições legais, colabora na gestão e na execução das políticas públicas municipais.

### Composição da Câmara Municipal
A atual composição da Câmara Municipal de São José de Espinharas é formada pelos seguintes parlamentares: Sebastião Luis da Silva Neto (PP), Francisco Filho de Sousa Morais (Republicanos), Erivaldo Nunes de Medeiros (PP), Francisca Bezerra de Sousa (PP), José Salomão da Nóbrega Gomes (PP), João Lúcio de Medeiros (Republicanos), Maria Alynne de Souto Motta (PP), Eliane Bezerra Wanderley (PP) e Arcádio Queiroz de Medeiros (Republicanos).
Lista dos Prefeitos:
1. Pedro Marinho da Nóbrega - Interino (de 30 de dezembro de 1961 a 30 de outubro de 1962);
2. Mozart Wanderley da Nóbrega (de 30 de outubro de 1962 a 31 de outubro de 1966);
3. Moacir de Sousa Vida - Interventor (de 1 de novembro de 1966 a 31 de outubro de 1967);
4. Wergniaud Dantas de Sousa (de 31 de outubro de 1967 a 31 de janeiro de 1970);
5. Antônio Murilo Wanderley da Nóbrega (de 31 de janeiro de 1970 a 31 de janeiro de 1973);
6. Wergniaud Dantas de Sousa (de 31 de janeiro de 1973 a 31 de janeiro de 1977);
7. Antônio Murilo Wanderley da Nóbrega (de 31 de janeiro de 1977 a 31 de janeiro de 1983);
8. Francisco Gomes de Sousa (de 31 de janeiro de 1983 a 31 de dezembro de 1988);
9. José de Sousa Gomes (Zezito) (de 1 de janeiro de 1989 a 31 de dezembro de 1992);
10. Ariano Wanderley da Nóbrega Cabral de Vasconcelos (de 1 de janeiro de 1993 a 31 de dezembro de 1996);
11. José de Sousa Gomes (Zezito) (de 1 de janeiro de 1997 a 31 de dezembro de 2000);
12. Renê Trigueiro Caroca (de 1 de janeiro de 2001 a 31 de dezembro de 2008);
13. Ricardo Vilar Wanderley Nóbrega (de 1 de janeiro de 2009 a 31 de dezembro de 2012);
14. Renê Trigueiro Caroca (de 1 de janeiro de 2013 a 09 de setembro de 2016);
15. Maria do Socorro Santos - Interina (de 03 de outubro de 2016 até 31 de dezembro de 2016);
16. Antônio Gomes da Costa Netto (Netto Gomes) (de 01 de janeiro de 2017 até 31 de dezembro de 2024).
17. Thaise Gomes de Sousa (Thaise de Edjane) (de 01 de janeiro de 2025 até a atualidade).

## Religião
A população do Município de São José de Espinharas é de maioria católica romana. A comunidade passou à categoria de paróquia no dia 27 de dezembro de 2008. Até então, a comunidade pertencia à Paróquia de Nossa Senhora de Fátima, em Patos (PB). O padroeiro da cidade é São José. Na sede do município, há uma igreja dedicada ao santo patrono e, em várias localidades da zona rural, há capelas que servem para as celebrações comunitárias e para as atividades pastorais. É celebrado com muito fervor o Mês Mariano (maio) e a festa do Padroeiro. O primeiro pároco foi o Pe. Erivaldo Alves Ferreira. Também Pe. Antônio Evandro de Oliveira pastoreou a comunidade católica. Atualmente, o pároco é Pe. Jerinaldo Inácio. Há ainda, na sede do município, a presença de outras denominações cristãs, tais como a Igreja Filadélfia Pentecostal, a Assembleia de Deus, a Congregação Cristã do Brasil, a Igreja Evangélica Batista e a Assembleia de Deus Gideões.